# شین‌تای

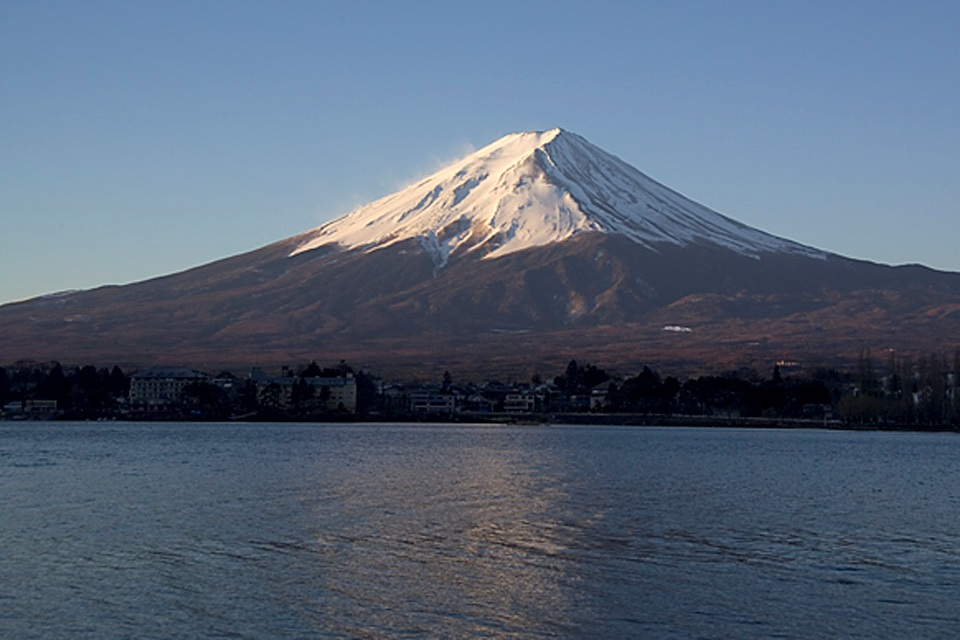
کوه فوجی یک شین‌تای است

شین‌تای (به ژاپنی: 神体 Shintai)؛ کالبد مقدس کامی، گوشین‌تای (گو پیشوندی به منظور احترام است)، به اشیا و چیزهایی گفته می‌شود که در شینتو جسم آنان ظرفی برای حلول کامی است و قابل ستایش کردن به‌شمار می‌آیند.